# Manuel Pérez (gobernador)
Manuel Pérez (San Salvador de Jujuy, 27 de noviembre de 1918-desconocido) fue un ingeniero civil y profesor argentino que se desempeñó como gobernador de facto de la provincia de Jujuy entre 1971 y 1973.

## Biografía
Nació en 1918 en San Salvador de Jujuy y en 1946 se recibió de ingeniero civil en la Universidad Nacional de Tucumán. Realizó su carrera como ingeniero en el ámbito público y en el privado, destacándose en el segundo obras como el estadio del Club Atlético Gimnasia y Esgrima de Jujuy.
En el ámbito público, fue director técnico de diversas obras provinciales y colaboró en la redacción del Código de Aguas provincial. En 1956, fue representante de Jujuy en la Comisión Nacional de Estudios de la Cuenca del Río Bermejo. También se desempeñó en el Banco de la Provincia de Jujuy y fue docente en el Colegio Nacional de Jujuy.
En junio de 1971, fue designado gobernador de la provincia de Jujuy por el presidente de facto Alejandro Agustín Lanusse, ocupando el cargo hasta el final de la dictadura autodenominada Revolución Argentina en mayo de 1973. Había llegado al cargo tras el desplazamiento de Julio César Aranguren producto de la manifestación popular denominada Jujeñazo.
En su gestión, se creó el Archivo Histórico Provincial y la Universidad Provincial de Jujuy en 1972, siendo sus primeras facultades las de Ciencias Agrarias y de Ingeniería. Ese mismo año, Palpalá recibió la jerarquía de ciudad.